# إدواردو كامبوس
إدواردو كامبوس (بالبرتغالية: Eduardo Campos) هو اقتصادي وسياسي برازيلي، ولد في 10 أغسطس 1965 في ريسيفي في البرازيل، وتوفي في 13 أغسطس 2014 في سانتوس، ساو باولو في البرازيل بسبب حوادث الطيران. حزبياً، نشط في الحزب الاشتراكي البرازيلي. وقد انتخب عضو مجلس النواب البرازيلي ‏ وانتخب حاكم ولاية بيرنامبوكو ‏ (2007 – 4 أبريل 2014).